# ザ・ベンズ
『ザ・ベンズ』（英語: The Bends）は、イギリスのロックバンド、レディオヘッドの1995年に発表されたセカンド・アルバム。"High and Dry"/"Planet Telex"、"Fake Plastic Trees" 、"Just"、"Street Spirit (Fade Out)"の5曲4枚がシングルカットされ、4つのPVが作られた。また"My Iron Lung"はアルバム発売前のEP"My Iron Lung"において先行リリースされている。ローリングストーン誌が選ぶオールタイム・ベストアルバム500(大規模なアンケートで選出)では110位。

## リリース・プロダクション
1stパブロ・ハニー期からの流れを組む歪んだギターが目立つロックナンバーと、主にアルバム制作の後半に作曲/録音されたメロディアスナンバーによって構成されており、"Planet Telex"におけるサンプリングされたドラム・ループや"Street Spirit (Fade Out)"の陰鬱なマイナーコードの調べなど、以降のレディオヘッドの楽曲の中心となる音楽的要素も、すでに萌芽を見せている。
当初レコーディングは前作と同じくポール・コルデリーらをプロデューサーとして行われたが、追加ツアーが舞い込んだことや疲弊しきったメンバー間の不仲など多々の紆余曲折で一端中止に追い込まれ、結果的にはザ・ストーン・ローゼズの1stアルバムをプロデュースしたことで有名なジョン・レッキーを招いて再開された。その際、レッキーの雑用として参加していたナイジェル・ゴッドリッチとバンドは初めて巡り合うことになる。
完成まで難局を極め、僕は完全にメルトダウン状態だったとまで語るトムに、ジェフ・バックリィのライブを観に行くようジョン・レッキーは進言した。ジェフの驚異的な歌声はトムにとって大きなインスピレーションとなる。何ヶ月も停滞していたアルバム作業はその後、ほぼ全て1〜2回のテイクで完成させた。
ジャケット写真にのっているのは救命訓練用の人形で、トムがそのオーガズムに達したかを思わせるような表情を気に入って病院から借りてきたものである。アルバムタイトル"The Bends"は水面への急浮上によってダイバーがかかる病気（減圧症）の意味。また「Iron Lung」とは人工呼吸器の一種である鉄の肺のこと。

## 評価
シングル「クリープ」のみが輝かしい評価とセールスを記録したファースト・アルバム『パブロ・ハニー』と違い、1995年の英国『メロディ・メイカー』誌の年間ベスト・アルバム・ランキングにおいて6位を獲得するなど、軒並みアルバムの評価は高かった。リリース当初はセールスに苦しんだが、過酷なスケジュールの世界ツアーの効果もあってか、最後のシングル"Street Spirit (Fade Out)"は英国チャートで5位につけ、アルバム自体もチャート上位こそ無縁だったものの本国やアメリカにおいて驚異的なロングセールスを記録し、本国では最高位4位、203週チャートインを記録した。
ローリングストーン誌が選ぶオールタイム・ベストアルバム500においては110位、これは現役の1990年代以降に生まれたバンドのアルバムとしてはトップであったが2012年度の改訂では後の『キッド A』が67位に上昇した。

## 収録曲
作詞・作曲は全てトム・ヨーク、エド・オブライエン、コリン・グリーンウッド、フィル・セルウェイ、ジョニー・グリーンウッド
1. プラネット・テレックス - "Planet Telex" - 4:19
B面曲"Killer Cars"（エレクトリックVer）のドラムサウンドを加工し、そのままドラムトラックとして使用されている。ヴォーカルは外食から戻ってきたトムが酔っ払っていた状態でジョン・レッキーに強いられて録音し、その声質や発音と曲とのマッチングを気に入りそのまま正規のトラックとした。当初は「プラネット・ゼロックス」というタイトルになる予定だったが、ゼロックスからクレームがつき、このタイトルに変更された。
2. ザ・ベンズ - "The Bends" – 4:04
『パブロ・ハニー』期のライブでも何度も演奏されていた曲。冒頭の物音は子供に楽器を練習させている男の声であり、全米ツアー中にトムがホテルの窓からテープレコーダーで録音したもの。「I wanna live ～ I wanna be part of the human race（僕は生きたい。呼吸をしたい。人類の一員に加えられたい）」という、ブリッジの印象的な歌詞は、トムがソロ活動とバンドとの間で揺れ、また、ツアーの辛さから逃げようと、苦悩しつつも一人で飛行機で逃げようとしていた時に書かれたという。
3. ハイ・アンド・ドライ - "High and Dry" – 4:20
トムがエクセター大学在学中に書いた、アルバムで最も古い曲。エクセターで一時的にトムが参加していたバンド「ヘッドレス」のレパートリーの一つで、その頃はエレクトリックギターを使用しないアレンジだった。1993年にレディオヘッドとして一度録音されているが、それはテープに収まったまま忘れ去られており、ジョン・レッキー、クリス・ハフォードらプロデューサーが発見してメンバーにレコーディングを強いた。結局再レコーディングはされず、1993年のバージョンを新たにリミックスして収録されている。
4. フェイク・プラスティック・トゥリーズ - "Fake Plastic Trees" – 4:51
5. ボーンズ - "Bones" – 3:08
ジョニー・グリーンウッドのトレモロペダルの加減速によって作られたイントロで始まるナンバー。ジョニーによるザ・フォールを意識した長いアウトロがあったが、最終的にはカットされた。
6. ナイス・ドリーム - "(Nice Dream)" – 3:54
ワルツのバラード。曲の最後にわずかに聞こえるクジラの鳴き声はジョン・レッキーのテープから借用している。
7. ジャスト - "Just" – 3:54
ジョニーが中心になって作曲したロックナンバー。特徴的なイントロとブリッジのギターリフは、一見するとニルヴァーナなどのグランジの面影があるが、直接的な影響は別にあり、実は1980年代のポストパンクバンドマガジンの1stアルバムからリフを引用している（メンバーも認めている）。「ギターが主役の曲の中では自分たちが作ってきた中でも出色の出来」（ジョニー/NME誌）、「中盤のブレイクからのギターソロは、今まで録音してきた中でも一番スリリングだと思った」（トム/Bigread誌）など、当時のメンバーのインタビューでも自己評価が高い。ジョン・レッキーに「良いヘッドホンで注意深く聞かないと気づかない程度の違いだからこれ以上やっても予算の無駄だ」などと言われるまで、何度もミックスを送り返して調整させている。
8. マイ・アイアン・ラング - "My Iron Lung" – 4:37
ロンドン・アストリアでのライブ音源を中心に、ヴォーカルを録り直して完成された曲。EPのタイトルトラックとしてもリリースされた。歌詞やタイトルはバンドのブレイクのきっかけになった曲であるクリープへの風刺であることをメンバーは認めている。特に「これが僕らの新曲！この前のと変わらない。全く時間の無駄。」のラインは辛辣である。
9. バレット・プルーフ..アイ・ウィッシュ アイ・ワズ - "Bullet Proof..I Wish I Was" – 3:29
トム、コリン、フィルによって録音されたのち、ジョニー、エドによってピンク・フロイド風の伴奏が付加された曲。ジョン・レッキーは曲に倦怠的な雰囲気を増すために、ギタリスト2人に他の演奏のプレイバックを聞かせずにレコーディングさせた。
10. ブラック・スター - "Black Star" – 4:07
ナイジェル・ゴッドリッチによって初めてレコーディングされた曲。サビと共に入ってくるギターのアレンジの是非が議論されたが、最終的にはかなり目立つ形で残された。
11. サルク - "Sulk" – 3:43
12. ストリート・スピリット - "Street Spirit (Fade Out)" – 4:12
バンドの楽曲の中で初めてと言っていい、マイナーコードが大半を占めるナンバー。本国以外ではほとんど売れずに苦しんだ他のシングルカットとは違い、最後のシングルとなったこの曲は、過酷なツアーの成果もあってか大きな成功を収めた。5つ目のシングルカットがアルバム最高の売上を計測するのは非常に稀な事例である。現在に至るまで10年以上ライブのアンコールソングとして演奏されている。

## チャート
| チャート（1995年）               | 最高位 |
| -------------------------------- | ------ |
| イギリス（全英アルバムチャート） | 4      |
| アメリカ（Billboard 200）        | 88     |